# TAS2R10
TAS2R10 (англ. Taste 2 receptor member 10) – білок, який кодується однойменним геном, розташованим у людей на короткому плечі 12-ї хромосоми. Довжина поліпептидного ланцюга білка становить 307 амінокислот, а молекулярна маса — 35 365.
| 10         |  | 20         |  | 30         |  | 40         |  | 50         |
| ---------- |  | ---------- |  | ---------- |  | ---------- |  | ---------- |
| MLRVVEGIFI |  | FVVVSESVFG |  | VLGNGFIGLV |  | NCIDCAKNKL |  | STIGFILTGL |
| AISRIFLIWI |  | IITDGFIQIF |  | SPNIYASGNL |  | IEYISYFWVI |  | GNQSSMWFAT |
| SLSIFYFLKI |  | ANFSNYIFLW |  | LKSRTNMVLP |  | FMIVFLLISS |  | LLNFAYIAKI |
| LNDYKTKNDT |  | VWDLNMYKSE |  | YFIKQILLNL |  | GVIFFFTLSL |  | ITCIFLIISL |
| WRHNRQMQSN |  | VTGLRDSNTE |  | AHVKAMKVLI |  | SFIILFILYF |  | IGMAIEISCF |
| TVRENKLLLM |  | FGMTTTAIYP |  | WGHSFILILG |  | NSKLKQASLR |  | VLQQLKCCEK |
| RKNLRVT    |  |            |  |            |  |            |  |            |

A: Аланін

C: Цистеїн

D: Аспарагінова кислота

E: Глутамінова кислота

F: Фенілаланін

G: Гліцин

H: Гістидин

I: Ізолейцин

K: Лізин

L: Лейцин

M: Метіонін

N: Аспарагін

P: Пролін

Q: Глутамін

R: Аргінін

S: Серин

T: Треонін

V: Валін

W: Триптофан

Кодований геном білок за функціями належить до рецепторів, g-білокспряжених рецепторів, білків внутрішньоклітинного сигналінгу. 
Локалізований у мембрані.